# Театр Пале-Рояль (улица Сент-Оноре)
Театр Пале-Рояль (или Зал Пале-Рояль) на улице Сент-Оноре в Париже (фр. Théâtre du Palais-Royal) — театр в восточном крыле дворца Пале-Рояль, который открылся 14 января 1641 года постановкой трагикомедии Жана Демаре «Мирам». Театр использовался труппой Мольера с 1660 по 1673 год, потом стал оперным театром Королевской Академии музыки. В 1763 году был разрушен в результате пожара. Он был отстроен и вновь открыт в 1770 году, но уничтожен пожаром в 1781 году и уже не восстанавливался.

## Первый театр
Первоначально дворец был известен под названием Пале-Кардиналь, так как был построен в 1630-х годах как резиденция кардинала Ришельё. В 1637 году Ришельё поручил своему архитектору Жаку Лемерсье начать работу над устройством театра, который открылся в 1641 году и был первоначально известен как Большой зал Пале-Кардиналь. После смерти Ришельё в 1642 году его имущество перешло королю Людовику XIII, дворец стал называться Пале-Рояль, хотя название Пале-Кардиналь использовалось и позднее.

## Театр Мольера
Труппа Мольера и итальянские актёры поочерёдно давали представления в Пале-Рояле с 1660 по 1673 год. Наиболее выдающиеся пьесы Мольера были поставлены на сцене Пале-Рояля, в том числе «Школа жён» (премьера 26 декабря 1662), «Тартюф» (12 мая 1664), «Дон Жуан» (15 февраля 1665), «Мизантроп» (4 июня 1666 г.), «Скупой» (9 сентября 1668), «Мещанин во дворянстве» (23 ноября 1670) и «Мнимый больной» (10 февраля 1673).

## Парижская опера
После смерти Мольера Люлли вытеснил его труппу, которая перешла в Отель де Генего, и снова использовал театр как сценическую площадку Королевской Академии музыки (название Парижской Оперы в то время). При Люлли Пале-Рояль был реконструирован, установлено новое сценическое оборудование, разработанное Карло Вигарани. Машины Вигарани обеспечивали зрелищность последующих постановок. Они заменили старое оборудование, установленное Джакомо Торелли в 1645 году. После перестройки Вигарани театр мог вмещать приблизительно 1,270 зрителей: 600 в партере, 120 — в амфитеатре и ещё 550 — в бенуарах с балконами. Перед сценой размером 9,4 х 17 метров располагалась оркестровая яма 7,6 х 3 метра.
Некоторые из опер (tragédies en musique) Люлли впервые были поставлены в Пале-Рояле, в том числе «Альцеста» (19 января 1674), «Амадис» (18 января 1684) и «Армида» (15 февраля 1686). Здесь состоялась премьера оперы-балета (ballet en musique) Андре Кампра «Галантная Европа» (24 октября 1697), в XVIII веке здесь проходили премьеры многих произведений Рамо: «Ипполита и Арисии» (1 октября 1733), «Галантной Индии» (23 августа 1735), «Кастора и Поллукса» (24 октября 1737), «Дардана» (19 ноября 1739) и «Зороастра» (5 декабря 1749).
Первый театр Оперы был уничтожен пожаром 6 апреля 1763 года.

## Второе здание театра
Городские власти Парижа, которому принадлежал оперный театр, решили построить новый театр на территории восточнее его первоначального местоположения, там, где сейчас находится улица Валуа расположена сегодня. Тем временем спектакли Оперы шли в Salle des Machines во дворце Тюильри, который более подходил для оперных представлений, архитектором Жаком-Жерменом Суффло. Проект первого парижского театра, построенного специально для постановки опер, разработал Пьером-Луи Моро-Дэпру. Новый театр Пале-Рояль мог принять более 2000 зрителей.
Новый театр открылся 20 января 1770 года исполнением «Зороастра» Рамо (называются даты премьеры — 20 января 1770 года или 26 января 1770). В этом здании прошло большинство премьер французских опер Кристофа Виллибальда Глюка, в том числе «Ифигения в Авлиде» (19 апреля 1774), «Орфей и Эвридика» (вторая французская редакция) (2 августа 1774), исправленная версия «Альцесты» (23 апреля 1776), «Армида» (23 сентября 1777), «Ифигения в Тавриде» (18 мая 1779), и «Эхо и Нарцисс» (24 сентября 1779). Среди множества других опер, премьера которых прошла в Пале-Рояле: «Атис» Пиччини (22 февраля 1780), «Андромаха» Гретри (6 июня 1780), «Персей» Филидора (27 октября 1780) и «Ифигения в Тавриде» Пиччини (23 января 1781).
Здание использовалось Оперой до 8 июня 1781 года, когда во время представления «Орфея» Глюка на колосниках начался пожар, который в несколько часов объял всё здание. Количество жертв оценивалось в 11—12 человек.
Для возведения нового здания Оперы было выбрано место на бульваре Сен-Мартен. Два месяца, пока шло спешное строительство, труппа давала спектакли в зале «Меню-плезир» (des Menus-Plaisirs) на улице Бержери. Театр «Порт-Сен-Мартен» открылся 27 октября 1781 года лирической трагедией «Адель де Понтьё» драматурга Разен де Сен-Марка на музыку Пиччини.